# Tipula (Pectinotipula) boliviensis
Tipula (Pectinotipula) boliviensis is een tweevleugelige uit de familie langpootmuggen (Tipulidae). De soort komt voor in het Neotropisch gebied.